# Bash at the Brewery
Bash at the Brewery is een serie van live professioneel worstelevenementen dat georganiseerd wordt door Amerikaanse worstelorganisaties Impact Wrestling en River City Wrestling (RCW) voor Impact Wrestling's video-on-demand (VOD) service, Impact Plus.

## Evenementen
| Evenement             | Datum           | Stad               | Locatie                  | Main Event |
| --------------------- | --------------- | ------------------ | ------------------------ | --- |
| Bash at the Brewery 1 | 5 juli 2019     | San Antonio, Texas | Freetail Brewing Company | Rob Van Dam vs. Sami Callihan |
| Bash at the Brewery 2 | 10 januari 2020 | San Antonio, Texas | Freetail Brewing Company | Ohio Versus Everything (Dave Crist, Jake Crist, Madman Fulton & Sami Callihan) vs. Brian Cage, Rich Swann, Tessa Blanchard & Willie Mack in een 8-person tag team eliminatie match |